# 현대 RN30
현대 RN30는 컨셉트 카 로서 2016년 파리모터쇼에서 최초로 공개되었다. RN30은 현대자동차의 3세대 i30을 기반으로 제작되었으며 N 모델을 위해 개발 중이였던 세타2 T-GDi 2.0 엔진을 기반으로 RN30 발표 이후 양산될 현대 N 모델의 성능 및 지향점을 보여주는 컨셉트 카이다.

## RM시리즈와의 차이점
현대자동차의 고성능 컨셉트카는 2014년 공개되었던 벨로스터-RM(RM14)가 대표적이나 RN30은 RM 시리즈의 컨셉트 카와는 다른 개념으로 제작되었다. RM 시리즈가 이후에 적용될 양산기술을 키워내는 테스트 베드의 역할을 맡았다면 RN30는 N 모델이 보여줄 수 있는 고성능 자동차의 퍼포먼스와 지향점을 직접적으로 보여주기 위한 컨셉트 카로서 제작되었다는 점이다. RN30에는 2016년 당시 발표가 임박해 있던 현대의 N 모델에 적용될 세타2 T-GDi 2.0 엔진과 습식 듀얼 클러치 변속기(DCT)를 적용했다는 점, 양산되는 i30의 섀시 레이아웃인 프런트 엔진 레이아웃을 그대로 따르면서도 고성능에 적합한 상시사륜구동(AWD)를 적용했다는 점에서 RN30 이후 양산될 N 모델이 지향하는 퍼포먼스 및 개념을 보다 현실적으로 보여주는 모델이라고 할 수 있을 것이다.

## 상세
RN30는 2016년 공개당시 출시가 임박해 있던 i30 N (PDe N)에 적용될 예정에 있던 세타2 T-GDi 2.0 N-Turbo 엔진을 기반으로 일반도로상의 다이나믹한 주행 및 극한의 트랙 주행에 적합하도록 엔진의 일부를 개량했다. 적용되는 터보차져의 사이즈를 증대시키고, 엔진내부의 한계 마진을 높히기 위해 양산모델이 사용하는 주조의 피스톤, 커넥팅로드 등을 단조로 제작하여 내구성을 향상시켜서 최대출력 380ps, 최대토크 46kgf.m의 성능을 발휘한다. 이 엔진에는 당시 개발 마무리 단계에 있던 고성능에 대응하는 습식 DCT 변속기를 적용하여 변속 응답성능과 가속성능을 극대화했으며 AWD 구동계를 적용하여 선회 및 고속 주행에서도 안정감을 유지하도록 설계되었다.
RN30에는 이후 N 모델에 적용되는 고성능 기술(N DECODE)가 먼저 적용되었는데, 변속 조건에서 차량이 적절한 엔진 회전수를 유지 해 주는 레브 매칭(Rev Matching), 운전 감성을 극대화 하고 고성능 차량에서 즐기는 배기음을 가속감과 일치시켜 더욱 강렬한 주행 감성을 제공하는 전자식 가변배기시스템, 선회동작에서도 차량이 미끄러짐을 제어하고 운전자의 조작에 충실하게 대응하는 N 코너 카빙 디퍼렌셜(e-LSD)를 우선적으로 적용했다고 밝히고 있다.
RN30의 외관은 i30 N과 유사하지만 너비는 30mm 증가한 1,950mm, 높이는 84mm 감소한 1,355mm로 설계되어 주행시의 안정성을 향상시켰다. 현대자동차의 상징적인 캐스캐이딩 그릴 역시 에어로 다이나믹스 향상을 위한 설계가 이루어져 주행시의 공력 성능 향상과 엔진 냉각을 위해 디자인 되었고 본넷에 적용된 덕트는 RN30가 추구하는 고성능 및 하이 퍼포먼스 드라이빙의 이미지를 더욱 강력하게 들어낸다. 섀시 설계에 있어서도 트랙 주행에서 민첩함과 코너링 성능을 향상시키기 위해 경량화를 추구했으며, 루프에 장착된 핀 타입의 에어로 파츠는 일반적으로 해치백 차량에 적용되는 브릿지 타입이 아닌 게이트 타입의 스포일러까지 이어지는 독특한 구조를 가지고 있다. 리어 범퍼 및 리어 펜더도 새롭게 디자인 되어 공기 흐름에 최적화 된 디퓨저 디자인을 완성한 RN30은 일반적으로 경량화를 위해 적용되는 탄소섬유(CFRP)가 아닌 세계적인 화학 기업 바스프(BASF) 와의 협업으로 제작한 플라스틱 소재를 차량에 적용하여 경량화를 추구했다. 이와 더불어 모터스포츠에 최적화 될 수 있도록 편의장비를 일부 제거하고 중량이 높은 부품의 저중심 설계를 통하여 무게 중심을 적극적으로 낮추어 설계되었다.
실내는 RN30를 디자인한 디자이너와 현대 모터스포츠(HMSG)의 기술진이 협업으로 구성되었다 밝히고 있는데 운전자의 체형에 맞는 버킷 시트, 차체의 강성 증가와 극단적 상황에서 드라이버를 보호해 주는 차체 일체형 롤케이지를 적용했으며 플로팅 디스플레이로 구성된 계기판과 스티어링에 내장된 디스플레이를 통해 드라이버에게 주행간에 필요한 정보를 정확하고 빠르게 전달 시켜주는 구성을 갖추고 있다. 드라이버가 주행간에 컨트롤 해야 하는 장비들의 조작부도 플로팅 타입의 실내 디자인을 통해서 더 편하고 빠르게 사용할 수 있도록 설계 된 RN30에는 실내 A필러 양쪽에 장착된 짐벌 카메라와 루프 센터에 장착된 핀 카메라를 통해서 운전자의 주행을 기록하고 저장하며 공유할 수 있는 레코딩 기능을 탑재하는 IT 기술 또한 적용되어있으며 이러한 개념의 기록 저장 및 공유 기능은 이후 엘란트라(아반떼) N과 코나 N부터 적용되기 시작한 현대 N-App으로 이어지고 있다.
RN30이 공개된 파리 모터쇼에서 현대 N의 수장을 맡고 있는 알버트 비어만 사장은 "역동적이고 스포티한 주행을 제공하는 강력한 고성능 차의 컨셉트를 구현하며, 누구나 쉽게 즐길 수 있는 고성능 자동차를 만드는 열정을 담았다" 라고 밝히며 "도로와 트랙에서 다루기 즐거운 자동차를 제공하고 싶다" 라며 i30에 강력한 성능을 발휘하는 상시사륜구동(AWD) 모델이 추가되기를 강력하게 희망한다고 밝힘과 동시에 RN30에는 WRC를 비롯한 모터스포츠를 통해 갈고 닦아진 기술이 적용되었다며 이러한 기술이 더 많은 차에 활용되기를 강력히 희망한다고 밝히기도 했다.

## 같이 보기
- 현대자동차
- 현대 N
- N DECODE